# Station Santa Susanna
Santa Susanna is een station van Rodalies Barcelona. Het is gelegen in de gelijknamige plaats en wordt bediend door de lijn R1.
Het station bevindt zich aan het strand.

## Lijnen
| Eindbestemming                          | Vorig station | Lijn | Volgend station | Eindbestemming   |
| --------------------------------------- | ------------- | ---- | --------------- | ---------------- |
| Molins de Rei L'Hospitalet de Llobregat | Pineda de Mar |      | Malgrat de Mar  | Maçanet-Massanes |